# Lancelot van Brederode

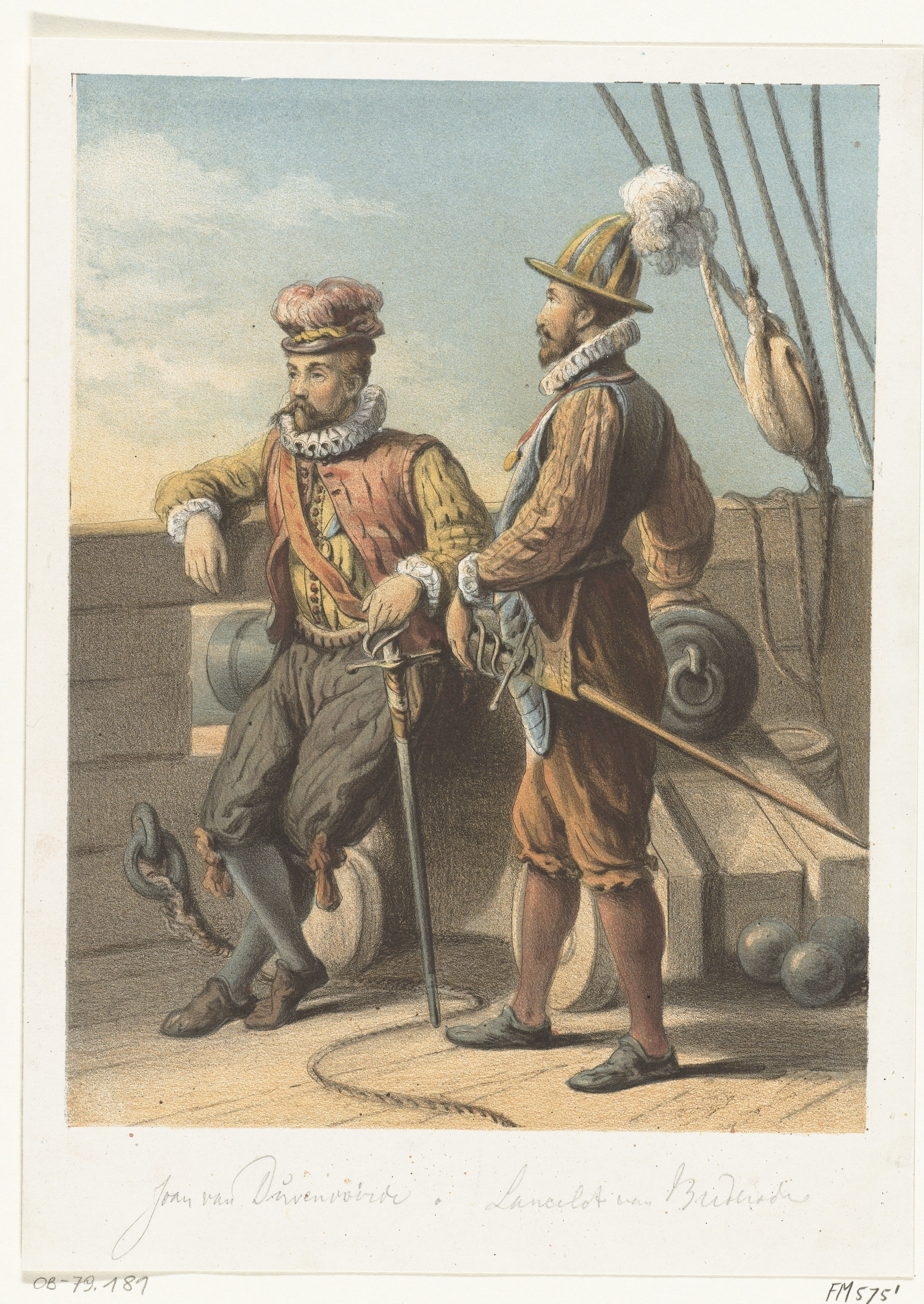
Portretten van de watergeuzen Jan van Duivenvoorde en Lancelot van Brederode (door Johannes Hilverdink).

Lancelot van Brederode († Schoten, 20 juli 1573) was een geuzenleider. Hij was viceadmiraal bij de geuzen en kapitein in het leger van Lodewijk van Nassau.
Lancelot was een bastaardzoon van Reinoud III van Brederode, die hem verwekte bij Anna Simonsdochter. Zijn geboortejaar is onbekend. Hij leidde als kapitein het verzet tegen de Spaanse troepen tijdens het beleg van Haarlem. Na de verovering van Haarlem door de Spanjaarden werd Lancelot van Brederode onthoofd, waarna het kasteel van Brederode door hen werd verwoest.
Lancelot van Brederode was de halfbroer van de "Grote Geus" Hendrik van Brederode, de eerste leider van de gewapende opstand tegen de Spanjaarden bij de Slag bij Oosterweel uit 1567 en vader van Reinoud van Brederode, de latere schoonzoon van Johan van Oldenbarnevelt, die zelfs zou hebben geweten van de aanslag op prins Maurits in 1623.

## Voorouders
| Voorouders van Lancelot van Brederode | Voorouders van Lancelot van Brederode                                       | Voorouders van Lancelot van Brederode                                       | Voorouders van Lancelot van Brederode                                              | Voorouders van Lancelot van Brederode                                              | Voorouders van Lancelot van Brederode                          | Voorouders van Lancelot van Brederode                          | Voorouders van Lancelot van Brederode                          | Voorouders van Lancelot van Brederode                          |
| ------------------------------------- | --------------------------------------------------------------------------- | --------------------------------------------------------------------------- | ---------------------------------------------------------------------------------- | ---------------------------------------------------------------------------------- | -------------------------------------------------------------- | -------------------------------------------------------------- | -------------------------------------------------------------- | -------------------------------------------------------------- |
| Overgrootouders                       | Reinoud II van Brederode (1415–1473) ∞ Jolanda van Lalaing (–1497)          | Reinoud II van Brederode (1415–1473) ∞ Jolanda van Lalaing (–1497)          | Wolfert VI van Borselen (1430–1487) ∞ Charlotte de Bourbon-Montpensier (1445–1478) | Wolfert VI van Borselen (1430–1487) ∞ Charlotte de Bourbon-Montpensier (1445–1478) | ? (–) ∞ ? (–)                                                  | ? (–) ∞ ? (–)                                                  | ? (–) ∞ ? (–)                                                  | ? (–) ∞ ? (–)                                                  |
| Grootouders                           | Walraven II van Brederode (1462–1531) ∞ Margaretha van Borselen (1472–1507) | Walraven II van Brederode (1462–1531) ∞ Margaretha van Borselen (1472–1507) | Walraven II van Brederode (1462–1531) ∞ Margaretha van Borselen (1472–1507)        | Walraven II van Brederode (1462–1531) ∞ Margaretha van Borselen (1472–1507)        | ? (–) ∞ ? (–)                                                  | ? (–) ∞ ? (–)                                                  | ? (–) ∞ ? (–)                                                  | ? (–) ∞ ? (–)                                                  |
| Ouders                                | Reinoud III van Brederode (1492–1556) ∞ Anna Simonsdochter (-)              | Reinoud III van Brederode (1492–1556) ∞ Anna Simonsdochter (-)              | Reinoud III van Brederode (1492–1556) ∞ Anna Simonsdochter (-)                     | Reinoud III van Brederode (1492–1556) ∞ Anna Simonsdochter (-)                     | Reinoud III van Brederode (1492–1556) ∞ Anna Simonsdochter (-) | Reinoud III van Brederode (1492–1556) ∞ Anna Simonsdochter (-) | Reinoud III van Brederode (1492–1556) ∞ Anna Simonsdochter (-) | Reinoud III van Brederode (1492–1556) ∞ Anna Simonsdochter (-) |
| Lancelot van Brederode (–1573)        |                                                                             |                                                                             |                                                                                    |                                                                                    |                                                                |                                                                |                                                                |                                                                |